# Mikio Yahara
Pour les articles homonymes, voir Yahara.
Mikio Yahara, né le 4 avril 1947 dans la préfecture d'Ehime, est un expert japonais de karaté de style shotokan, issu de la fameuse Japan Karate Association (JKA).
Après des études à l'Université Kokushikan, il devient kenshusei (instructeur) de la JKA et commence une carrière de compétiteur pendant laquelle il s'illustrera brillamment, tant en kumite qu'en kata, au cours de la période 1974-1984.
Après la bataille de leadership au sein de la JKA, qui dure de 1987 à 1999, il fonde en avril 2000 sa propre organisation, la Karatemomichi World Federation, où il développe sa conception de "One killing blow" karate.